# Tatort: Leyla
Leyla ist eine Folge der deutschen Fernsehkrimireihe Tatort aus dem Jahr 2003. Der Film des Südwestrundfunks mit Ulrike Folkerts und Andreas Hoppe als Ermittler Odenthal und Kopper aus Ludwigshafen wurde am 31. August 2003 erstmals im Ersten ausgestrahlt.

## Handlung
Die zwölfjährige Kurdin Leyla liegt abends auf ihrem Bett und erinnert sich an den Abschied von ihrem Bruder Mehmet am Karlsruher Hauptbahnhof. Sie kann ihn telefonisch einfach nicht erreichen.
Am nächsten Morgen wird eine völlig dehydrierte Leiche in einer Kiesgrube mit einer Adresse in der Tasche gefunden. Sie führt die Kommissare zur Städtischen Notunterkunft, die von Peter Marler geleitet wird. Lena Odenthal trifft dort auf Leyla, die befürchtet, dass es sich beim Toten um ihren Bruder handelt.
Frau Hofer sitzt verzweifelt zum wiederholten Male bei einer Ärztin und hofft auf eine Spenderniere für ihre Tochter. Wieder wird sie vertröstet, nachdem die Ärztin von Organhändler Boris angerufen wurde. Dieser befiehlt ihr, einen Empfänger für Leylas Organe zu finden.
Peter Marler kümmert sich auf allen Ebenen um seine Leute im Viertel. Er hilft mit kleineren Geldbeträgen, schenkt Leyla ein Deutschbuch und tröstet sie und besorgt Medikamente. Er rät allen, sich auf keinen Fall an die Polizei zu wenden. Völlig unnötig, dass ihn Boris auf diesen Umstand hinweist.
Die Kommissare haben zwischenzeitlich erfahren, dass sich das Handy von Leylas Bruder in der Ukraine befindet. Leyla kann – oder will – einfach nichts preisgeben. Dann können sie in Erfahrung bringen, dass Marler einem Erkrankten der Unterkunft fiebersenkende Mittel besorgt.
Die Situation für Leyla spitzt sich zu, als Boris seinem Helfer Juri andeutet, dass sie in die Ukraine gebracht werden muss und die Ärztin Frau Hofer mitteilt, dass die Transplantation in der Ukraine erfolgt. Nachdem Odenthal und Kopper vom Wirt des „Marmaris“ auf die Spur illegalen Organhandels gebracht wurden, bringen sie Leyla in Sicherheit. Sie nimmt allerdings Reißaus.
Der Fahrer des Schlepper-LKWs mit der ausgefallenen Klimaanlage liegt ermordet in einer Pension. Unterdessen kehrt Leyla in ihr altes Zimmer zurück, wo bereits Boris auf sie wartet. Sie kehrt kurz davor um, als ihr der Postbote entgegen kommt. Im Briefkasten befindet sich tatsächlich ein an sie adressierter Brief. Der ist von einem ukrainischen Ministerium und in kyrillischen Buchstaben verfasst. Da sie den russischen Fluch von Dr. Maria Busch mitbekommen hat, rennt sie direkt zu ihr. Zur gleichen Zeit kommen dort Odenthal und Boris an. Boris kann Leyla in seine Gewalt bringen. Die kann sich aber auf dem Fluchtweg losreißen. Die Verwirrung versucht Dr. Busch zu nutzen, wird aber von Boris erschossen. Odenthal überwältigt zunächst Boris, der kann aber dennoch verschwinden.

## Rezeption

### Einschaltquoten
Die Erstausstrahlung von Leyla am 31. August 2003 wurde in Deutschland insgesamt von 6,87 Millionen Zuschauern gesehen und erreichte einen Marktanteil von 21,3 % für Das Erste.

### Kritiken
Die Kritiker der Fernsehzeitschrift TV Spielfilm geben diesem Tatort jeweils zwei von drei Punkten bei Anspruch und Spannung, sahen „überzeugende Darsteller“, die „für gute Krimispannung“ sorgen, und meinen: „Echt oder nur Fiktion? Auf alle Fälle packend!“